# Baldeo
Baldeo là một thị xã và là một nagar panchayat của quận Mathura thuộc bang Uttar Pradesh, Ấn Độ.

## Địa lý
Baldeo có vị trí 27°25′B 77°49′Đ / 27,42°B 77,82°Đ Nó có độ cao trung bình là 176 mét (577 foot).

## Nhân khẩu
Theo điều tra dân số năm 2001 của Ấn Độ, Baldeo có dân số 9695 người. Phái nam chiếm 54% tổng số dân và phái nữ chiếm 46%. Baldeo có tỷ lệ 63% biết đọc biết viết, cao hơn tỷ lệ trung bình toàn quốc là 59,5%: tỷ lệ cho phái nam là 74%, và tỷ lệ cho phái nữ là 49%. Tại Baldeo, 17% dân số nhỏ hơn 6 tuổi.